# Collegio di Morley and Outwood
Morley and Outwood è stato un collegio elettorale inglese della Camera dei comuni del Parlamento del Regno Unito, situato nel West Yorkshire. Eleggeva un membro del Parlamento con il sistema maggioritario a turno unico; il collegio è stato abolito in occasione della revisione periodica del 2024.

## Estensione
Il Parlamento approvò le raccomandazioni della quinta revisione periodica dei collegi redatta dalla Boundary Commission for England, per creare questo nuovo collegio in conseguenza della diminuzione della rappresentanza parlamentare del West Yorkshire, dovuta alla crescita della popolazione in altre regioni.
Il collegio comprendeva i seguenti ward elettorali:
- dalla Città di Leeds: Ardsley and Robin Hood, Morley North, Morley South.
- dalla Città di Wakefield: Stanley and Outwood East, Wrenthorpe e Outwood West.[2]

Nel settembre 2016 la Commissione propose che Morley and Outwood venisse soppresso e che il territorio venisse diviso tra due nuovi collegi: Batley and Morley e Normanton, Castleford and Outwood.

## Storia
Il collegio di Morley and Outwood fu creato nel 2010; consiste delle città di Morley, nel distretto metropolitano della Città di Leeds, e di Outwood, nel distretto della Città di Wakefield. Si tratta del collegio successore di Morley and Rothwell, che esistette dal 1997 al 2010, di Rothwell, che fu incorporato nel nuovo collegio di Elmet and Rothwell, mentre Outwood aveva fatto parte dell'ex collegio di Normanton. Nello stesso momento, il quartiere di Leeds di Middleton fu trasferito a Leeds Central. La parte restante dell'ex collegio di Normanton fu divisa tra Normanton, Pontefract and Castleford e Wakefield.
Alle elezioni generali del 2010 Morley and Outwood fu conquistata da Ed Balls del Partito Laburista, che era stato deputato per Normanton dal 2005 ed era stato Cancelliere dello Scacchiere ombra dal 2011 al 2015. Balls perse di poco nel collegio alle elezioni generali del 2015 a vantaggio della candidata conservatrice Andrea Jenkyns. Le elezioni del 2015 nel collegio di Morley and Outwood la sesta vittoria più di misura per i conservatori su tutti i 331 seggi conquistati. Altri partiti non hanno ottenuto fino ad oggi percentuali consistenti; i voti combinati per i due maggiori partiti hanno superato il 72,9% dei voti nel 2010 e 2015, arrivando a superare il 97% alle elezioni generali del 2017.

## Membri del Parlamento
| Elezione | Elezione | Deputato         | Partito          |
| -------- | -------- | ---------------- | ---------------- |
|          | 2010     | Ed Balls         | Laburista        |
|          | 2015     | Andrea Jenkyns   | Conservatore     |
|          | 2024     | Collegio abolito | Collegio abolito |

## Risultati elettorali

### Elezioni negli anni 2010
| Partito                    | Partito                                   | Candidato                  | Risultati 12 dicembre 2019 | Risultati 12 dicembre 2019 |
| Partito                    | Partito                                   | Candidato                  | Voti                       | %                          |
| -------------------------- | ----------------------------------------- | -------------------------- | -------------------------- | -------------------------- |
|                            | Conservatore                              | Andrea Jenkyns             | 29 424                     | 56,66                      |
|                            | Laburista Co-Op                           | Deanne Ferguson            | 18 157                     | 34,96                      |
|                            | Lib Dem                                   | Craig Dobson               | 2 285                      | 4,40                       |
|                            | Verdi                                     | Chris Bell                 | 1 107                      | 2,13                       |
|                            | Yorkshire                                 | Dan Woodlock               | 957                        | 1,84                       |
|                            |                                           |                            |                            |                            |
| Iscritti                   | Iscritti                                  | Iscritti                   | 78 803                     | 100,00                     |
| ↳ Votanti (% su iscritti)  | ↳ Votanti (% su iscritti)                 | ↳ Votanti (% su iscritti)  | 51 930                     | 65,90                      |
| ↳ Astenuti (% su iscritti) | ↳ Astenuti (% su iscritti)                | ↳ Astenuti (% su iscritti) | 26 873                     | 34,10                      |
|                            |                                           |                            |                            |                            |
|                            | Esito: collegio confermato a Conservatore |                            |                            |                            |

| Partito                    | Partito                                   | Candidato                  | Risultati 8 giugno 2017 | Risultati 8 giugno 2017 |
| Partito                    | Partito                                   | Candidato                  | Voti                    | %                       |
| -------------------------- | ----------------------------------------- | -------------------------- | ----------------------- | ----------------------- |
|                            | Conservatore                              | Andrea Jenkyns             | 26 550                  | 50,71                   |
|                            | Laburista Co-Op                           | Neil Dawson                | 24 446                  | 46,69                   |
|                            | Lib Dem                                   | Craig Dobson               | 1 361                   | 2,60                    |
|                            |                                           |                            |                         |                         |
| Iscritti                   | Iscritti                                  | Iscritti                   | 76 995                  | 100,00                  |
| ↳ Votanti (% su iscritti)  | ↳ Votanti (% su iscritti)                 | ↳ Votanti (% su iscritti)  | 52 357                  | 68,00                   |
| ↳ Astenuti (% su iscritti) | ↳ Astenuti (% su iscritti)                | ↳ Astenuti (% su iscritti) | 24 638                  | 32,00                   |
|                            |                                           |                            |                         |                         |
|                            | Esito: collegio confermato a Conservatore |                            |                         |                         |

| Partito                    | Partito                                                 | Candidato                  | Risultati 7 maggio 2015 | Risultati 7 maggio 2015 |
| Partito                    | Partito                                                 | Candidato                  | Voti                    | %                       |
| -------------------------- | ------------------------------------------------------- | -------------------------- | ----------------------- | ----------------------- |
|                            | Conservatore                                            | Andrea Jenkyns             | 18 776                  | 38,91                   |
|                            | Laburista Co-Op                                         | Ed Balls                   | 18 354                  | 38,04                   |
|                            | UKIP                                                    | David Dews                 | 7 951                   | 16,48                   |
|                            | Lib Dem                                                 | Rebecca Taylor             | 1 426                   | 2,96                    |
|                            | Verdi                                                   | Martin Hemingway           | 1 264                   | 2,62                    |
|                            | Yorkshire                                               | Arnie Craven               | 479                     | 0,99                    |
|                            |                                                         |                            |                         |                         |
| Iscritti                   | Iscritti                                                | Iscritti                   | 76 224                  | 100,00                  |
| ↳ Votanti (% su iscritti)  | ↳ Votanti (% su iscritti)                               | ↳ Votanti (% su iscritti)  | 48 250                  | 63,30                   |
| ↳ Astenuti (% su iscritti) | ↳ Astenuti (% su iscritti)                              | ↳ Astenuti (% su iscritti) | 27 974                  | 36,70                   |
|                            |                                                         |                            |                         |                         |
|                            | Esito: collegio passa da Laburista Co-Op a Conservatore |                            |                         |                         |

| Partito                    | Partito                                            | Candidato                  | Risultati 6 maggio 2010 | Risultati 6 maggio 2010 |
| Partito                    | Partito                                            | Candidato                  | Voti                    | %                       |
| -------------------------- | -------------------------------------------------- | -------------------------- | ----------------------- | ----------------------- |
|                            | Laburista Co-Op                                    | Ed Balls                   | 18 365                  | 37,59                   |
|                            | Conservatore                                       | Antony Calvert             | 17 264                  | 35,34                   |
|                            | Lib Dem                                            | James Monaghan             | 8 186                   | 16,76                   |
|                            | BNP                                                | Chris Beverley             | 3 535                   | 7,24                    |
|                            | UKIP                                               | David Daniel               | 1 505                   | 3,08                    |
|                            |                                                    |                            |                         |                         |
| Iscritti                   | Iscritti                                           | Iscritti                   | 74 247                  | 100,00                  |
| ↳ Votanti (% su iscritti)  | ↳ Votanti (% su iscritti)                          | ↳ Votanti (% su iscritti)  | 48 855                  | 65,80                   |
| ↳ Astenuti (% su iscritti) | ↳ Astenuti (% su iscritti)                         | ↳ Astenuti (% su iscritti) | 25 392                  | 34,20                   |
|                            |                                                    |                            |                         |                         |
|                            | Esito: collegio a Laburista Co-Op (nuovo collegio) |                            |                         |                         |

## Risultati dei referendum

### Referendum sulla permanenza del Regno Unito nell'Unione europea del 2016
|             | Collegio           | Lasciare UE % | Rimanere in UE % |
| ----------- | ------------------ | ------------- | ---------------- |
|             | Morley and Outwood | 59,7%         | 40,3%            |
| Inghilterra | 53,3%              | 46,7%         |                  |
| Regno Unito | 51,9%              | 48,1%         |                  |